# 江州路
江州路，元朝时设置的路。
至元十四年（1277年）升江州为路，治所在德化县（今江西省九江市）。属江西等处行中书省。下辖五县：德化县、瑞昌县、彭泽县、湖口县、德安县。辖境相当今江西省九江、瑞昌、德安、湖口、彭泽等市县地。至正二十一年（1361年），朱元璋改为九江府。 